# مهند زيلعي
مهند إبراهيم زيلعي (مواليد 14 أبريل 1982) هو لاعب كرة قدم سعودي.

## مسيرة اللاعب
لعب في نادي التهامي ونادي الصواري.